# Устанак у округу МекМин (1946)
Устанак у округу МекМин (енгл. Battle of Athens (1946), McMinn County War) био је оружана побуна ратних ветерана у градићу Атина у држави Тенеси против корумпиране локалне власти.

## Битка
На локалним изборима 1. августа 1946. у градићу Атина у држави Тенеси, непопуларни и озлоглашени локални шериф је са око 200 својих заменика спровео невиђени изборни терор: велики број гласача отеран је са бирачких места од стране шерифових људи, а на једном изборном месту заменик шерифа је пуцао у једног афроамеричког бирача док је покушавао да гласа. Шериф је затим пре времена затворио изборна места, похапсио опозиционе посматраче и запленио неколико гласачких кутија. Око 60 наоружаних грађана, већином ветерана повратника из Другог светског рата, опколило је шерифа у градском затвору, где се вршило бројање гласова без присуства опозиције, и после шесточасовне битке са већим бројем рањених на обе стране натерало га на предају.

## Последице
Јавно пребројавање гласова на улици у присуству више стотина грађана показало је надмоћну победу опозиције на локалним изборима, прву од 1936, чиме је корумпирани шериф смењен, а његови најамници распуштени. Нико од учесника у побуни није одговарао пред законом, док је заменик шерифа који је ранио бирача на изборном месту осуђен на три године затвора.

## У популарној култури
Играни ТВ филм инспирисан овим догађајима, под насловом Једна америчка прича (енгл. An American Story) снимљен је 1992. године.